# Jacques Laudy
Jacques Laudy (* 7. April 1907 in Schaerbeek; † 28. Juli 1993) war ein belgischer Comiczeichner.

## Werdegang
Laudys Vater Jean Laudy wie auch seine Mutter Hélène Demoulin waren Maler. An der Kunstakademie in Brüssel lernte er 1923 Jacques Van Melkebeke kennen. Er erhielt 1940 eine Anstellung in Bravo, um als Illustrator und Zeichner zu arbeiten. Sein erster Comic erschien 1944.
Er gehörte neben Hergé, Edgar P. Jacobs und Paul Cuvelier zu den ersten Zeichnern, die 1946 in Tintin veröffentlichten. Er nahm sich besonders historischer Stoffe an. In Hassan et Kaddour wurden auch fantastische Elemente eingearbeitet. Da er sich jedoch mehr als Künstler denn als Comiczeichner sah, wandte er sich 1962 der Malerei zu.

## Werke
- Bimelabom et Chibiche (1944–1946)
- Gust le flibustier (1946–1948)
- La légende des quatre fils Aymon (1946–1947)
- Rob Roy Mac Grégor (1947–1948)
- Hassan et Kaddour (1948–1962)
- David Balfour (1952–1953)

## Auszeichnungen
- 1974: Grand Prix Saint-Michel für sein Lebenswerk